# 亜リン酸トリメチル
亜リン酸トリメチル (あリンさんトリメチル、英語: Trimethyl phosphite) は化学式P(OCH3)3と表される有機リン化合物。P(OMe)3と略されることもある。無色液体であり、有機金属化学における配位子、有機合成における試薬として用いられる。三角錐形をした中心の3価のリン原子に、3つのメトキシ基が結合した構造である。

## 合成と反応
市販されているものを購入することも可能だが、三塩化リンから合成することもできる。
酸化されてリン酸トリメチルに変化しやすい。
配位子としては、配位子円錐角が小さくトリメチルホスフィンより強いπ受容性を持つ。代表的な錯体として、無色の正四面体型錯体であるNi(P(OMe)3)4（融点108℃）がある。Kläui ligandと呼ばれる三座配位子は亜リン酸トリメチルの誘導体であり、この配位子（とそれに続く金属錯体）が形成されやすいことは亜リン酸トリメチルがミカエリス・アルブーゾフ反応を受けやすいことの証左となっている。
有機合成においては穏和な脱硫黄試薬として、テトラチアフルバレン誘導体などの合成に用いられる。